# 早川保
早川 保（はやかわ たもつ、1936年〈昭和11年〉4月18日 - ）は、日本の俳優。本名は持田 芳男（もちだ よしお）。
神奈川県川崎市出身。慶應義塾大学経済学部卒業。劇団現代座、俳優小劇場、田村企画を経て、現在はイーケーエンターテイメント所属。

## 人物・略歴
慶應義塾高等学校を経て、1955年、慶應義塾大学経済学部に入学。大学在学中、演劇に興味を持ち、1956年に劇団現代座に入り、初舞台を踏む。1959年、大学卒業。翌1960年、俳優小劇場に入る。同創立メンバーの一人。
テレビドラマは大学在学中の1958年から出演歴があり、映画は1962年に初出演し、以降、数々のテレビドラマ、映画に出演し、活躍している。
俳優・探検家の川口浩と日本テレビ元社長の萩原敏雄は慶應義塾の同級生である。また、慶應義塾の1年先輩にはテレビドラマ等で何度も共演した川津祐介がいた。
1972年に結婚、1男あり。
社団法人映像コンテンツ権利処理機構においては不明権利者とされている。

## エピソード
- 1963年（昭和38年）、同年公開の主演映画『ローマに咲いた恋』のロケのため、イタリアの首都ローマに行っている[4]。当時はまだ海外渡航自由化の前であった。

## 出演

### 映画
- 山河あり（1962年、松竹）
- 涙を、獅子のたて髪に（1962年、松竹）
- 山の讃歌　燃ゆる若者たち（1962年、松竹）
- 愛と悲しみと（1962年、松竹）
- はだしの花嫁（1962年、松竹）
- 嵐を呼ぶ十八人（1963年、松竹）
- 七人の刑事（1963年、松竹）
- 虹をつかむ踊子（1963年、松竹）
- ローマに咲いた恋（1963年、松竹）
- あの人はいま（1963年、松竹）
- 古都（1963年、松竹）
- 下町の太陽（1963年、松竹）
- 暗殺（1964年、松竹）
- 五瓣の椿（1964年、松竹）
- にっぽんぱらだいす（1964年、松竹）
- ケチまるだし（1964年、松竹）
- 落第生とお嬢さん（1964年、松竹）
- 孤独（1964年、松竹）
- 愛 その奇跡（1964年、松竹）
- 雪国（1965年、松竹）
- ぜったい多数（1965年、松竹）
- あねといもうと（1965年、松竹）
- おしゃべりな真珠（1965年、松竹）
- 若い野ばら（1965年、松竹）
- 暖春（1965年、松竹）
- 私は負けない（1966年、大映）
- 野良犬（1966年、大映）
- 女のみづうみ（1966年、松竹）
- 惜春（1967年、松竹）
- 陽のあたる坂道（1967年、日活）
- ある女子高校医の記録 妊娠（1968年、大映）
- 成熟（1971年、大映）
- 文学賞殺人事件 大いなる助走（1989年、東映）

### テレビドラマ
- ダイヤル110番 第60回「暗い運転席」（1958年、NTV）
- 陽のあたる坂道（1959年、CX）
- 別れて生きる時も（1962年、CX）
- ポーラ名作劇場 / 波の塔（1964年、NET） - 小野木喬夫
- 連続テレビ小説 / たまゆら（1965年、NHK）
- あゝ同期の桜 第9話「三本の林檎の樹」（1967年、NET）
- ある日わたしは（1967年、NTV）- 山崎信一
- 大河ドラマ / 竜馬がゆく（1968年、NHK） - 小曾根英四郎
- 大奥（1968年、KTV / 東映） - 徳川家定
- 銭形平次（CX / 東映）
  - 第115話「稲妻お光」（1968年） - 与一
  - 第148話「九尾の狐」（1969年） - 新助
  - 第369話「ただ一度の裏切り」（1978年） - 仙三郎
  - 第612話「娘十手が恋に泣く」（1978年） - 辰造
  - 第657話「蛇の目傘の女」（1978年） - 徳三郎
  - 第731話「花の若衆やくざ」（1980年） - 井筒屋由次郎
  - 第824話「古井戸の黄金」（1982年） - 松戸屋伝兵ヱ
- キイハンター（TBS / 東映）
  - 第8話「影なき狙撃者」（1968年）
  - 第81話「花模様の死刑台」（1969年）
  - 第224話「デスマスクを愛した私」（1972年） - モニカ共和国大使
  - 第242話「ジャンボ旅客機爆破事件」（1972年） - 朝倉書記官
  - 第254話「それ行け! 新婚珍道中」（1973年）
- ローンウルフ 一匹狼 第36話「女ごころ」（1968年、NTV / 東映）
- 帰って来た用心棒 第4話「祇園小路に死す」（1968年、NET / 東映）
- プロファイター 第10話「悪夢の中の女」（1969年、NTV / 宝塚映画）
- 花王 愛の劇場→愛の劇場
  - 新妻鏡（1969年、TBS / 日活）
  - わが子よIII（1983年、TBS / 東京映画）
  - ラブの贈りもの（1996年 - 1997年、TBS / 泉放送制作） - 渡辺礼子（演：森尾由美）の父
- 見合い恋愛 第12話「恋のまわり道」（1969年、NTV / C.A.L）
- 鬼平犯科帳 第1シリーズ 第12話「妖盗葵小僧」（1969年、NET / 東宝） ‐ 芳之助（葵小僧）
- プレイガール 第59話「妻は外で何をしていた?」（1970年、12ch / 東映） - 松谷
- 江戸川乱歩シリーズ 明智小五郎（1970年、12ch / 東映）
  - 第6話「吸血鬼」
  - 第26話「白昼夢 殺人狂奏曲」
- ザ・ガードマン（TBS / 大映テレビ室）
  - 第249話「悪党サラリーマン」（1970年）
  - 第255話「怪談・手首のない幽霊」（1970年）
  - 第276話「怪談・幽霊に喰い殺された家族」（1970年）
  - 第292話「女の復讐は口笛にのって」（1970年）
  - 第315話「うるさい奥さんをうまく殺す方法」（1971年）
  - 第324話「ズッコケ娘にホトホトまいった」（1971年）
  - 第339話「追い出された花嫁は復讐する」（1971年）
- 大岡越前（TBS / C.A.L）
  - 第2部 第15話「煙草屋喜八」（1971年8月23日） - 喜八
  - 第3部 第7話「血を吸う宝石」（1972年7月24日） - 彦助
  - 第4部 第13話「除夜の鐘」 （1974年12月30日） - 東条才治郎
  - 第11部 第7話「将軍様とふかし藷」（1990年6月4日） - 川名屋伊兵衛
- 経験（1972年 - 1973年、THK）
- シークレット部隊 第26話「住宅ローン殺人事件」（1972年、TBS / 大映テレビ） - 白坂係長
- 太陽にほえろ!（NTV / 東宝）
  - 第34話「想い出だけが残った」（1973年） - 三浦邦彦
  - 第115話「一枚の名刺」（1974年）- 牛島警部
  - 第134話「正義」（1975年） - 山下等（本庁刑事）
  - 第317話「殺人者に時効はない」（1978年） - 検事
  - 第326話「捜査」（1978年） - 荒垣平助（本庁警視）
  - 第380話「見込捜査」（1979年） - 検事
  - 第513話「真相は……?」（1982年） - 本庁警視
- 恐怖劇場アンバランス 第4話「仮面の墓場」（1973年、CX / 円谷プロ） - 坂井信夫
- アイフル大作戦 第13話「逃亡と追跡! 赤い唇100万ドル」（1973年、TBS / 東映）
- 水戸黄門（TBS / C.A.L）
  - 第4部 第25話「狙われた弥七 -仙台-」　　（1973年） - 奥州屋清次郎
  - 第5部 第19話「親恋し娘巡礼 -今治-」　　（1974年） - 十郎兵衛
  - 第6部 第23話「あっぱれ武士道 -尾張-」　（1975年） - 滝沢佐兵衛
  - 第20部 第8話「情け紡いだ西陣織 -京-」　（1990年） - 伊兵衛
  - 第22部 第11話「弟思いのあほんだら兄貴 -大坂-」（1993年） - 江州屋
  - 第23部 第26話「悪が群がる山鹿灯籠 -山鹿-」（1995年2月6日） - 広喜屋
  - 第25部 第13話「若様の水門破り-高松-」　（1997年3月17日）- 手島屋
  - 第26部 第26話「幸せ運んだ世直し旅-足利-」（1998年8月17日）- 山岡屋徳造
  - 第27部 第16話「黄門様を探した娘 -久保田-」（1999年） - 湊屋郷右衛門
- 科学捜査官 第24話「遠くからの声」（1974年、KTV / 松竹） - 阿部
- 必殺シリーズ（ABC / 松竹）
  - 助け人走る 第26話「凶運大見料」（1974年） - 巳之介
  - 暗闇仕留人 第7話「喰うて候」（1974年） - 米谷
  - 必殺必中仕事屋稼業 第10話「売られて勝負」（1975年） - 仙次
  - 必殺仕業人 第9話「あんたこの仕組をどう思う」（1976年） - 秋葉兵庫
  - 必殺からくり人 第8話「私ハ待ッテル一報ドウゾ」（1976年） - 新兵ヱ
  - 新・必殺仕置人 第9話「悪縁無用」（1977年） - 音吉
  - 江戸プロフェッショナル・必殺商売人 第17話「仕掛けの罠に仕掛けする」（1978年） - 猫目の銀次
  - 必殺仕事人 第51話「覗き技天地入れ替つぶし」（1980年） - 梅花庵楽味斉
  - 必殺仕舞人 第11話「秋田音頭は国盗り家老の冥土唄」（1981年） - 森藤左衛門
  - 新・必殺仕事人 第26話「主水 仮病休みする」（1981年） - 島本勝之進
  - 必殺仕事人IV（1984年）
    - 第10話「主水 せんを張り倒す」 - 柳田松翁
    - 第38話「主水 うなぎにナメられる」 - 仁兵衛

  - 必殺まっしぐら! 第5話「相手は仙台のワル家老」（1986年） - 秋月主膳
- 斬り抜ける 第7話「男は待っていた」（1974年） - 吉岡敬一郎
- 江戸を斬る（TBS / C.A.L）
  - 江戸を斬る 梓右近隠密帳 第17話「飛竜祈願」（1974年） - 弥平次
  - 江戸を斬るVII 第14話「命がけの大嘘つき」（1987年） - 七之助
- 遠山の金さん 杉良太郎版 （NET/東映）
  - 第8話「鬼火を消せ!!」（1975年）-  十兵ヱ
  - 第41話「今ひとたびの青春に哭け‼」（1976年）-  名取新吾
  - 第67話「逢いに来た女」 （1977年）- 唐津屋唐兵衛
- 特別機動捜査隊 第685話「暗黒街ひとりぼっち」（1974年、NET / 東映） - 剣次
- 俺たちの勲章（1975年、NTV / 東宝） - 山下刑事
- Gメン'75（TBS / 東映）
  - 第7話「女子学生誘拐殺人事件」（1975年） - 加納検事
  - 第76話「幻の女」（1976年） - 三好徹
  - 第108話「ヌードモデル殺人事件」（1977年） - 吉田検事
  - 第238話「ジングルベルに呼ばれた幽霊」（1979年） - 前島政務次官
- 影同心II（1975年 - 1976年、MBS / 東映） - 石井多門
- 満天の星（1976年、KTV）
- お耳役秘帳 第7話「女やもめの花が散る」（1976年、KTV / 歌舞伎座テレビ） - 加藤頼母
- 非情のライセンス 第2シリーズ 第123話「償い」（1977年、NET / 東映） - 黒沢
- 破れ奉行 第34話「難波屋おきたが二人いた!」（1977年、ANB / 中村プロ） - 平四郎
- 桃太郎侍（NTV / 東映）
  - 第37話「尼僧の館に黒い雨」（1977年） - 土井長門守
  - 第126話「看板娘を狙う鬼」（1979年） - 荒木志摩守
  - 第139話「奇跡を運ぶ白い鳩」（1979年） - 天満屋利兵衛
- 横溝正史シリーズ（MBS / 東宝） - 等々力刑事
  - 三つ首塔（1977年）
  - 悪魔が来りて笛を吹く（1977年）
- 新五捕物帳 第46話「花咲く愛の親心」（1978年、NTV / ユニオン映画）
- 新幹線公安官 第2シリーズ 第11話「略奪の死角」（1978年、ANB / 東映） - 林主任刑事
- 土曜ドラマ / 松本清張シリーズ・一年半待て（1978年、NHK）
- 判決（1978年 - 1979年、テレビ朝日） - 太田垣誠
- 大江戸捜査網（12ch→TX / 三船プロ）
  - 第375話「身代り殺人の陰謀」（1979年） - 近江屋
  - 第415話「鉄火女涙の情け肌」（1979年） - 上総屋重兵衛
  - 第477話「美人絵に秘めた女地獄の謎」（1981年） - 山村左門
  - 第565話「妖艶やわ肌刺青針」（1982年） - 豊島屋政五郎
- ザ・スーパーガール 第32話「告白・女子大生 衝撃のエロス」（1979年、12ch / 東映）  - 田代（城北大学助教授）
- 長七郎天下ご免! 第7話「あきない札を喰った奴」（1979年、ANB / 東映） - 庄兵衛
- 吉宗評判記 暴れん坊将軍
  - 第111話「咲け! 姥捨山の恋」（1980年） - 三雲左兵衛
  - 第138話「箱根小しぐれなさけ雨」（1980年） - 桂木丹波
  - 第196話「何故に悲しき相合傘」（1982年） - 綱木兵庫
- 噂の刑事トミーとマツ（TBS / 大映テレビ）
  - 第1シリーズ 第44話「トミマツまっ青、情無用の新課長」（1980年） - 中島
  - 第2シリーズ 第15話「笑撃のガンプレイ! 噴火口の対決」（1982年） - 矢野教授
- 大捜査線シリーズ 追跡 第36話「裏切りの街 大都会」（1980年、CX / ユニオン映画）- 西岡友春
- 柳生あばれ旅 第10話「地獄屋敷の天使 -掛川-」（1980年、ANB / 東映） - 松原主馬
- 旅がらす事件帖 第17話「明日に別れのたむけ花」（1981年） - 日下部頼母
- ザ・ハングマンシリーズ（ABC / 松竹）
  - ザ・ハングマン（1981年）
    - 第30話「エンゼルキッスは豚の味」 - マイルートレストランチェーン社長
    - 第46話「熱血スッポン刑事」 - 横川（城西署捜査課長）

  - ザ・ハングマンII 第13話「裏切り警官あぶり出し作戦」（1982年） - 磯貝（警視庁警防課 課長）
- 同心暁蘭之介 第18話「母子鳥いつの日」（1982年、CX / 杉友プロ）
- 土曜ワイド劇場（ANB）
  - 考古学者シリーズ 第2作「女主人殺し」（1982年、近代映画協会）
  - 喪服を脱いだ女（1984年、渡辺企画）
  - 西村京太郎トラベルミステリー 第10作「L特急『雷鳥九号』殺人事件」（1987年、東映）- 井出（福井県警 警部）
- 源九郎旅日記 葵の暴れん坊 第13話「葵咲かせた白頭巾」（1982年、ANB / 東映） - 椛山兵部
- 特捜最前線 第279話「誘拐 ホームビデオ挑戦状!」（1982年、ANB / 東映） - 笹垣洗心
- 右門捕物帖 第18話「老盗、木枯し源次」（1983年、NTV / ユニオン映画）
- みちしるべ（1983年3月12日、NHK） - 宮口誠
- 月曜ドラマランド / いたずらスチュワーデス!お嬢様お手やわらかに-ソウルの休日-（1985年、CX / テレパック） - 岩川
- 火曜サスペンス劇場 / 女検事・霞夕子 第1作「予期せぬ殺人」（1985年、NTV） - 宮内庄一郎
- まさか、私が（1991年、THK / 東宝）
- 喧嘩屋右近（TX / 松竹）
  - 第1シリーズ 第3話「美女救出! 江戸城大奥に潜入せよ」（1992年）
  - 第3シリーズ 第8話「用心棒は時間給」（1994年）
- 鬼平犯科帳 第4シリーズ 第1話「討ち入り市兵衛」（1992年、CX / 松竹） - 鞘師長三郎
- 三匹が斬る!シリーズ（ANB / 東映）
  - 新・三匹が斬る! 第17話「母恋し、狐涙の妖怪変化」（1993年） - 佐々木孝重
  - ニュー・三匹が斬る! 第10話「女ねずみ、不老長寿の秘薬が消えた!」（1994年） - 甘露寺雷光

など

### 舞台
- 野に下る右近
- 蝿 - ジャン＝ポール・サルトル原作
- わが町 - ソーントン・ワイルダー原作
- カーブ